# Zbigniew Ćwiąkalski

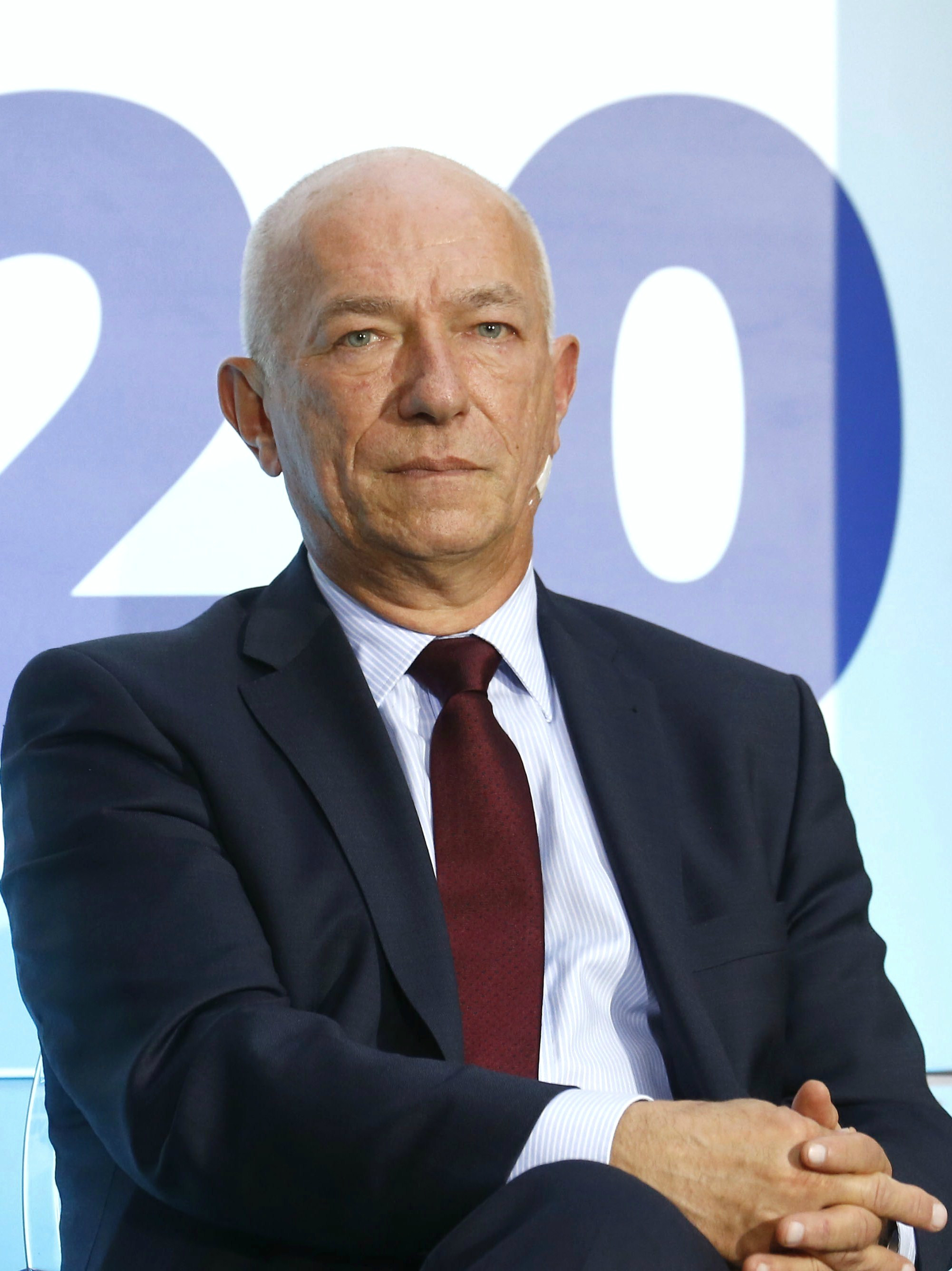
Zbigniew Ćwiąkalski

Zbigniew Czesław Ćwiąkalski [ˈzbʲigɲɛf ʨfʲɔŋˈkalsci] (* 9. März 1950 in Łańcut) ist ein polnischer Politiker und Professor für Rechtswissenschaft an der Jagiellonen-Universität in Krakau. Vom 16. November 2007 bis zum 21. Januar 2009 war er Justizminister in der Regierung von Donald Tusk.

## Leben
1968 bis 1972 studierte Ćwiąkalski Jura an der Jagiellonen-Universität. Im selben Jahr wurde er Mitglied der Polnischen Vereinigten Arbeiterpartei und blieb dies bis 1981. 1979 promovierte Ćwiąkalski an der Jagiellonen-Universität. 1981 wurde er Mitglied der Solidarność. Im Jahr darauf wurde er Präsidiumsmitglied des ersten Rates für Wissenschaft und Hochschulwesen. Er erhielt 1986 ein Stipendium der Alexander-von-Humboldt-Stiftung für einen 18-monatigen Studienaufenthalt am Max-Planck-Institut für ausländisches und internationales Strafrecht sowie an der Universität Köln. 
1991 habilitierte Ćwiąkalski und wurde zum außerordentlichen Professor ernannt. Zwischen 1991 und 1996 fungierte er als Berater für das polnische Bildungsministerium und zusätzlich 1992/93 als Berater der Premierministerin Hanna Suchocka. 1995 bis 2007 war er als Rechtsanwalt in Krakau tätig und trat hier in einigen größeren Prozessen auf, wie etwa dem gegen Ryszard Krauze, einen der reichsten Männer Polens, und dem Korruptionsprozess gegen Henryk Stokłosa, einen ehemaligen Senator Polens. Vor allem die Aktivitäten Ćwiąkalskis für Krauze wurden von der polnischen Öffentlichkeit kritisch betrachtet. Am 20. Januar 2009 reichte Ćwiąkalski seinen Rücktritt als Justizminister ein. Grund war der Selbstmord eines Mörders von Krzysztof Olewnik, für welchen Ćwiąkalski die Verantwortung übernahm. Sein Nachfolger wurde Andrzej Czuma.
2007 bis 2010 und 2011 bis 2014 er Mitglied des Komitees für Rechtswissenschaft der Polnischen Akademie der Wissenschaften (Polska Akademia Nauk, PAN).